# トリポ・ココルジャ

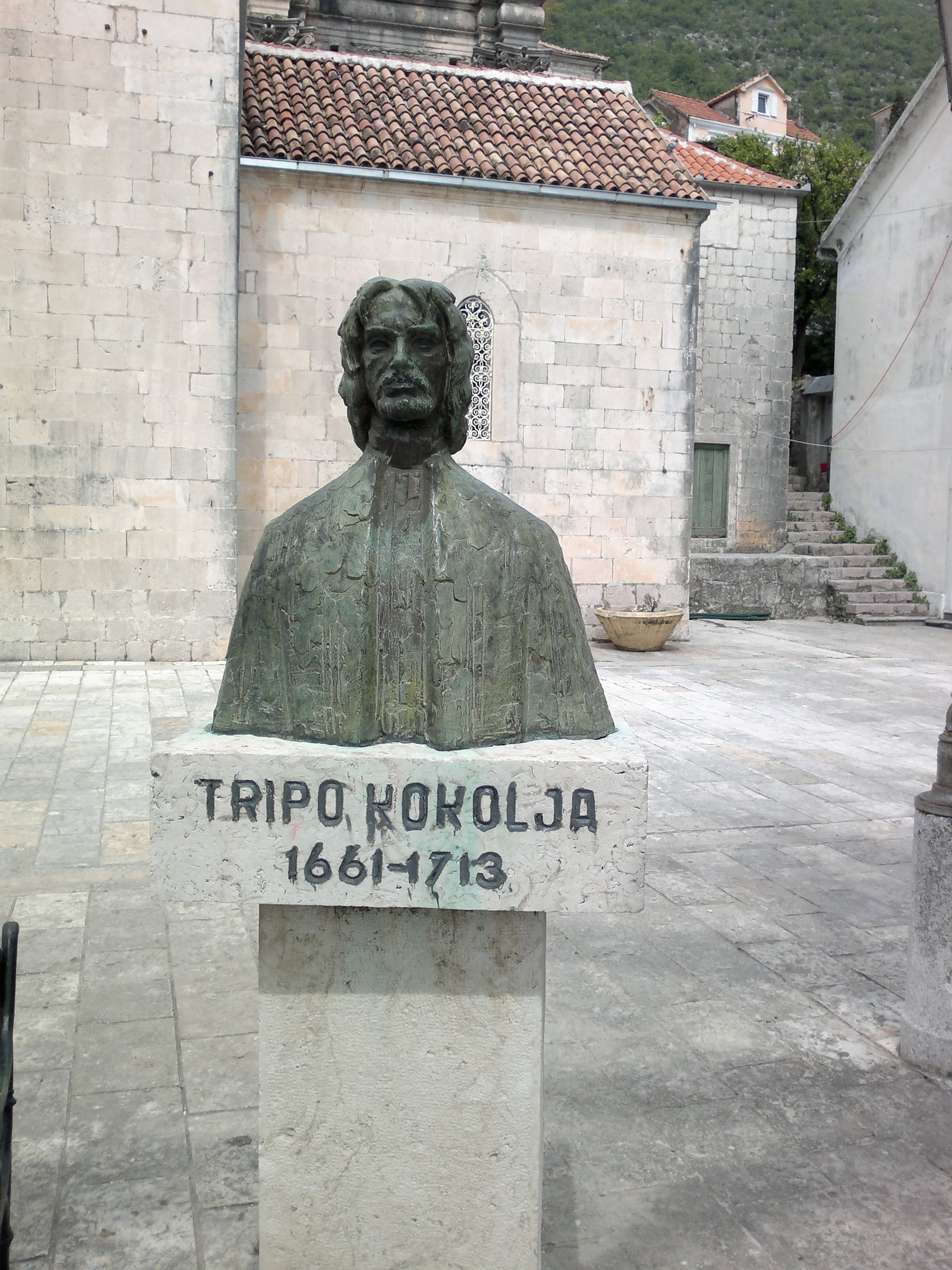
ぺラストにあるトリポ・ココルジャの胸像。

トリポ・ココルジャ（Tripo Kokolja[a]、1661年2月28日 – 1713年10月18日）は、コトル湾地域出身の画家。今日では、もっぱら、アドリア海東部地域の美術界に静物画や風景画を導入したことで知られている。

## 生涯と作品
今日のモンテネグロにある、コトル湾に臨むぺラストで生まれたココルジャは、ヴェネツィアで美術を学んだと考えられている。
彼の最も重要な作品は、バール大司教アンドレジャ・ズマジェヴィッチの委嘱を受けて、17世紀末に制作された。この一連のキャンバスに描かれた作品は、アンドレジャ・ズマジェヴィッチの指示に従って、ぺラストの沖に位置する小島にある岩礁の聖母教会に置かれた。下段に配された油彩画には、預言者や巫女（シビュラ）たちが描かれ、上段には、聖母の奉献、聖母の死、聖霊降臨が描かれている。アーチの上部には、聖母戴冠が置かれている。天井にも絵が描かれており、45区画に分かれた天井には、聖母の生涯から採られた場面が描かれ、また、福音伝道者や教父たち、天使、花籠などの静物画で埋められている。これらの作品は、全体としてバロック期の技法の白眉を示すものであり、また、描画や透視投影に関する、この地方特有の理解を示すものとなっている。これら一連の作品は、1883年に、地元のフランシスコ会士の画家ジョシップ・ロッシ (Josip Rossi) によって、劣悪な形で修復された。
その他のココルジャの作品には、ヴィッコ・ブジョヴィッチや、クルスト・ズマジェヴィッチ提督の肖像画があり、自画像とともに、町の美術館に収蔵されている。1670年に制作された、ズマジェヴィッチ大司教の宮殿を飾った一連の壁画は、現在では失われたが、風景画などが描かれていたことが伝えられている。
晩年、ココルジャは、友人であったヴィッコ・ブジョヴィッチの死後、クロアチアのコルチュラ島へ移り住み、そこで1713年に死去した。晩年の作品の中には、ブラチ島ボルのドミニコ会の教会のために描かれた油彩画などがある。